# Antylopowiec koński
Antylopowiec koński (Hippotragus equinus) – gatunek ssaka z rodziny wołowatych.

## Wygląd
Wysokość w kłębie 130–150 cm, długość ciała 220–265 cm, masa ciała samców 220–250 kg, a samic 200–220 kg. Szaro płowe ubarwienie z brunatną lub czarną „maską” na pysku.

## Występowanie
Afryka, na południe od Sahary. Żyje w buszu, gęstych zaroślach,
lasach galeriowych i na sawannach, w pobliżu zbiorników wodnych. Unika całkowicie otwartych przestrzeni. Czasami można zaobserwować stado pasące się niedaleko lasu na łące, ale zdarza się to stosunkowo rzadko lub kiedy zmuszone są do wyemigrowania z dotychczasowego terytorium.

## Tryb życia
Jest roślinożercą. Żyje pojedynczo lub parami, czasami tworzy stada do 24 sztuk. Są płochliwe, ale potrafią okazać agresję, np. gdy się bronią lub w czasie
godów.

## Zagrożenie
Kategoria LC (niższego ryzyka) w klasyfikacji IUCN.